# Prée (Cher)
Die Prée ist ein kleiner Fluss im südlichen Zentrum von Frankreich, der in den Départements Cher und Loir-et-Cher der Region Centre-Val de Loire westlich der Stadt Vierzon verläuft.

## Geografie

### Verlauf
Die Prée entspringt im südwestlichen Gemeindegebiet von Dampierre-en-Graçay, entwässert generell in nordwestlicher Richtung und mündet nach rund 16 Kilometern im Gemeindegebiet von Saint-Loup als linker Nebenfluss in den Cher. 

### Orte am Fluss
(Reihenfolge in Fließrichtung)
- Dampierre-en-Graçay
- Saint-Georges-sur-la-Prée
- Maray
- Les Hortions, Gemeinde Mennetou-sur-Cher
- Saint-Loup